# Арнсберг
 Тази статия е за града в Германия.  За региона вижте Арнсберг (регион).  
Арнсберг (на немски: Arnsberg) е голям областен град в Зауерланд в Северен Рейн-Вестфалия и център на регион Арнсберг в Германия.
Градът се намира на река Рур (приток на Рейн) и има 73 897 жители (към 31 декември 2012) на площ 193,72 км².
Градът е споменат за пръв път през 789 г. През 11 век графовете на Верл построяват първия замък. Около 1368 г. дворец Арнсберг, построен ок. 1100 г., става резиденция на Графство Арнсберг.